# 泊肃叶定律

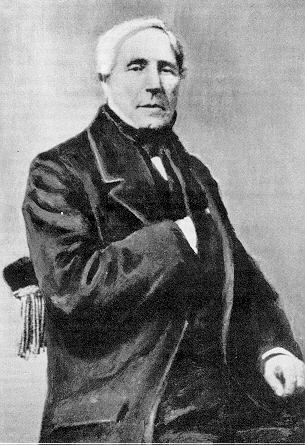
让·泊肃叶

泊肃叶定律（英語：Poiseuille's law）也稱為泊谡叶方程、帕醉定律、哈根-泊肃叶定律（Hagen-Poiseuille's law）、哈根-帕醉方程（Hagen-Poiseuille's equation），是描述流體流经细管（如血管和导尿管等）所產生的壓力損失，壓力損失和體積流率、動黏度和管長的乘積成正比，和管径的四次方成反比例。此定律適用於不可壓縮、不具有加速度、層流穩定且長於管徑的牛頓流體。泊肃叶定律是让·泊肃叶于1838年和戈特希尔夫·哈根于1838和1839年分别实验独立发现的，並于1840年和1846年发表。
泊肃叶定律的应用前提有七：
1. 假设液体是不可压缩流體；
2. 假设液体是牛顿流体，即它的粘滞系数不随流速而改变；
3. 假设液体的流动是层流，而不是湍流，即管的直径不能太大。
4. Fully Develop，液體在管內速度場為全展開
5. Steady state, 穩定流態
6. Circular pipe, 流體在圓形管內流動
7. 忽略End effect 終端效應

## 公式

### 標準流體力學的表示法
以下是用標準流體力學表示法下的泊肃叶定律：
{\displaystyle \Delta P={\frac {8\mu LQ}{\pi r^{4}}}}
或
{\displaystyle \Delta P={\frac {128\mu LQ}{\pi d^{4}}}}
其中
{\displaystyle \Delta P}是壓力損失
{\displaystyle L}是細管長度
{\displaystyle \mu }是黏度
{\displaystyle Q}是體積流率
{\displaystyle r}是半徑
{\displaystyle d}是直徑

### 物理表示法
{\displaystyle \Phi ={\frac {dV}{dt}}=v\pi R^{2}={\frac {\pi R^{4}}{8\eta }}\left({\frac {-\Delta P}{\Delta x}}\right)={\frac {\pi R^{4}}{8\eta }}{\frac {|\Delta P|}{L}}}
其中的單位如下，單位則是以相容的單位為主（例如國際單位制）
{\displaystyle \Phi }是體積流率（標準流體力學表示法中的{\displaystyle Q}）
{\displaystyle V(t)}是流過的液體體積函數，參數為時間{\displaystyle t}
{\displaystyle v}是沿著細管的平均流體速度
{\displaystyle x}是沿著流體流動方向的距離
{\displaystyle R}是細管的內半徑
{\displaystyle \Delta P}是細管兩端的壓力損失
{\displaystyle \eta }是動黏度，SI制單位為Pa·s
{\displaystyle L}是細管的長度
此公式在細管进口段的誤差較大:3。
此公式不適用在低黏度、短管、寬管或流體流速高的條件下。低黏度、高流速或寬管的條件會產生紊流，導致該流體的壓力差較此定律所預測的值為大。因此需要用到像是达西-韦史巴赫方程之類較複雜的模型。若管子太短，泊肃叶定律會計算出不實際的高體積流率。此公式所計算出的流體流率，被限制在較寬鬆條件的伯努利定律結果之內：
{\displaystyle \Phi _{max}=\pi R^{2}{\sqrt {2\Delta P/\rho }}}

## 推導

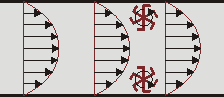
管子中的層流，其速度分布呈拋物線

泊肃叶定律可以由纳维－斯托克斯方程推導而來，但若已知管子中的層流，其速度分布呈拋物線：
{\displaystyle v=-{\frac {1}{4\eta }}{\frac {\Delta P}{\Delta x}}(R^{2}-r^{2})}
在相同直徑處的速度也會相同，因此將相同直徑處的流體視為一薄層，流過薄層流體的體積流量等於速度乘以薄層的截面積：
{\displaystyle \Phi (r)dr={\frac {1}{4\eta }}{\frac {|\Delta P|}{\Delta x}}(R^{2}-r^{2})2\pi rdr={\frac {\pi }{2\eta }}{\frac {|\Delta P|}{\Delta x}}(rR^{2}-r^{3})dr}
再將上述的量對半徑r積分，即可得到總流量。
{\displaystyle \Phi ={\frac {\pi }{2\eta }}{\frac {|\Delta P|}{\Delta x}}\int _{0}^{R}(rR^{2}-r^{3})\,dr={\frac {|\Delta P|\pi R^{4}}{8\eta \Delta x}}}

## 和达西-韦史巴赫方程的關係
泊肃叶定律不只是有關壓力損失和流速的公式，也和管子中的層流，其速度分布呈拋物線有關。不過只要推定紊流下的有效紊流黏度，也可以將上述壓力損失的公式延伸到紊流的情形，即使紊流速度分布已不呈拋物線也沒關係。在層流和紊流的情形下，壓力損失都和管壁的應力有關，由管壁應力可以定義所謂的摩擦因數。在水力学的領域中，管壁應力可以用达西-韦史巴赫方程求得，其中摩擦因數表示為和雷諾數和其他物理量的函數。若在層流的情形下：
{\displaystyle \Lambda ={64 \over {\it {\mathrm {Re} }}}\;,\quad \quad \mathrm {Re} ={2\rho vr \over \eta }\;,}
其中
{\displaystyle \Lambda }為摩擦因數
{\displaystyle Re}為雷諾數
{\displaystyle \rho }為流體密度
{\displaystyle v}為平均流體速度，在層流的情形下會是最大流體速度的一半
上述式子用平均流體速度來定義雷諾數，因此其實用性提高。因為在紊流其最大流體速度很難計算。此公式可以近似达西摩擦因数。{\displaystyle \Lambda }是圓型管子下流速很低的層流下的摩擦因數。韦德曼（Wiedman）曾在1856年獨立的進行和此定律型式稍微不同的定律的推導，諾伊曼和哈根巴赫（E. Hagenbach）也曾在1858年推導過型式不完全一様的定律。哈根巴赫是第一個稱此定律為泊肃叶定律的人。
泊肃叶定律在生理学中的血液流变学和血液動力学中非常的重要。
1891年時L. R. Wilberforce以哈根巴赫的研究為基礎，將泊肃叶定律擴展到紊流的領域中。

## 可壓縮流體下的泊肃叶定律
若管中的是可壓縮流體，其體積流率及線速度會延著管子變化。流體一般會以出口處的壓力來表示，當流體壓縮或是膨脹時，流體會作功，溫度可能上昇或是下降，因此流體流率和流體與外界的熱交換有關。若是在等温过程下的理想氣體，也就是氣體溫度和外界平衡時，而且管子兩端的壓力差很小時，其出口處的體積流率可以表示如下式：
{\displaystyle \Phi ={\frac {dV}{dt}}=v\pi R^{2}={\frac {\pi R^{4}\left(P_{i}-P_{o}\right)}{8\eta L}}\times {\frac {P_{i}+P_{o}}{2P_{o}}}={\frac {\pi R^{4}}{16\eta L}}\left({\frac {P_{i}^{2}-P_{o}^{2}}{P_{o}}}\right)}
其中
{\displaystyle P_{i}}為入口壓力
{\displaystyle P_{o}}為出口壓力
{\displaystyle L}為管長
{\displaystyle \eta }為動黏度
{\displaystyle R}為半徑
{\displaystyle V}為出口處的流體體積
{\displaystyle v}為出口處的流體速度
當流體的馬赫數小於0.3時，可以用上式近似實際的體積流率。
上式可以視為是增加一修正係數{\displaystyle {\frac {P_{i}+P_{o}}{2}}\times {\frac {1}{P_{o}}}}的泊肃叶定律，修正係數是考慮平均壓力相對於出口壓力的比例。

## 和電路的類比
電子一開始也是當作一種流體來了解，水力類比的概念在了解電子電路上仍十分有用。這種類比方式也用來研究流體機械網路的頻率響應，其中流體機械網路會以液压回路來表示。
泊肃叶定律對應電路中的歐姆定律（{\displaystyle V=IR}），其中壓力差{\displaystyle \Delta P}對應電壓{\displaystyle V}，而體積流率{\displaystyle \Phi }對應電流，則以下的物理量對應電阻
{\displaystyle R={\frac {8\eta \Delta x}{\pi r^{4}}}.}
一個管子的有效阻力和半徑倒數的四次方成正比，因此管子的半俓減半會使管子的阻力變為原來的16倍。
歐姆定律和泊肃叶定律都是對於輸運現象的描述。